# Ateuchus fuscorubrum
Ateuchus fuscorubrum är en skalbaggsart som beskrevs av Blanchard 1846. Ateuchus fuscorubrum ingår i släktet Ateuchus och familjen bladhorningar. Inga underarter finns listade.